# Ralph Roseingrave
Ralph Roseingrave (Salisbury, Regne Unit, vers el 1695 - Dublín, Irlanda, 6 de desembre de 1747) fou un organista i compositor anglès. Era fill de Daniel i germà de Thomas.
Va rebre la seva educació musical del seu pare, que va succeir com a organista de la catedral de St. Patrick, a Dublín, en vigor des de 1719, però formalment només en 1726. A la mort del seu pare, en 1727, també es va convertir en organista de la catedral de l'església de Crist. En 1721 ell, el seu pare, Robert Woffington i Cuvillie van examinar i informar desfavorablement sobre el nou òrgan (fabricat per Hollister) a St Werburgh, Dublín. Roseingrave es referit a vegades com un baix solista en la primera interpretació del Messies d'Händel (1742).
Va ser enterrat al cementiri de la catedral de St. Patrick; En la làpida principal s'esmenta que la seva esposa Sarah, que va morir el 1746, i quatre dels seus fills, van ser enterrats amb ell, així com la seva mare, Ann Roseingrave i el seu germà Thomas.
Va compondre un parell de servicis, 8 anthems; O God of truth (anthem), amb J.P. Hullah (publicat a Londres, 1842); Music in The Second Book of the Divine Companion (Londres, 1731); Org music, (perduda); The Psalms of David; Psalms from St Paul's.